# Jaworek
Jaworek [pronunciación en polaco: /jaˈvɔrɛk/] Es un pueblo en el distrito administrativo de Gmina Gostynin, dentro del Distrito de Gostynin, Voivodato de Mazovia, en el centro-este de Polonia. Se encuentra aproximadamente 5 kilómetros al este de Gostynin y 103 kilómetros al oeste de Varsovia.